# Ардохш

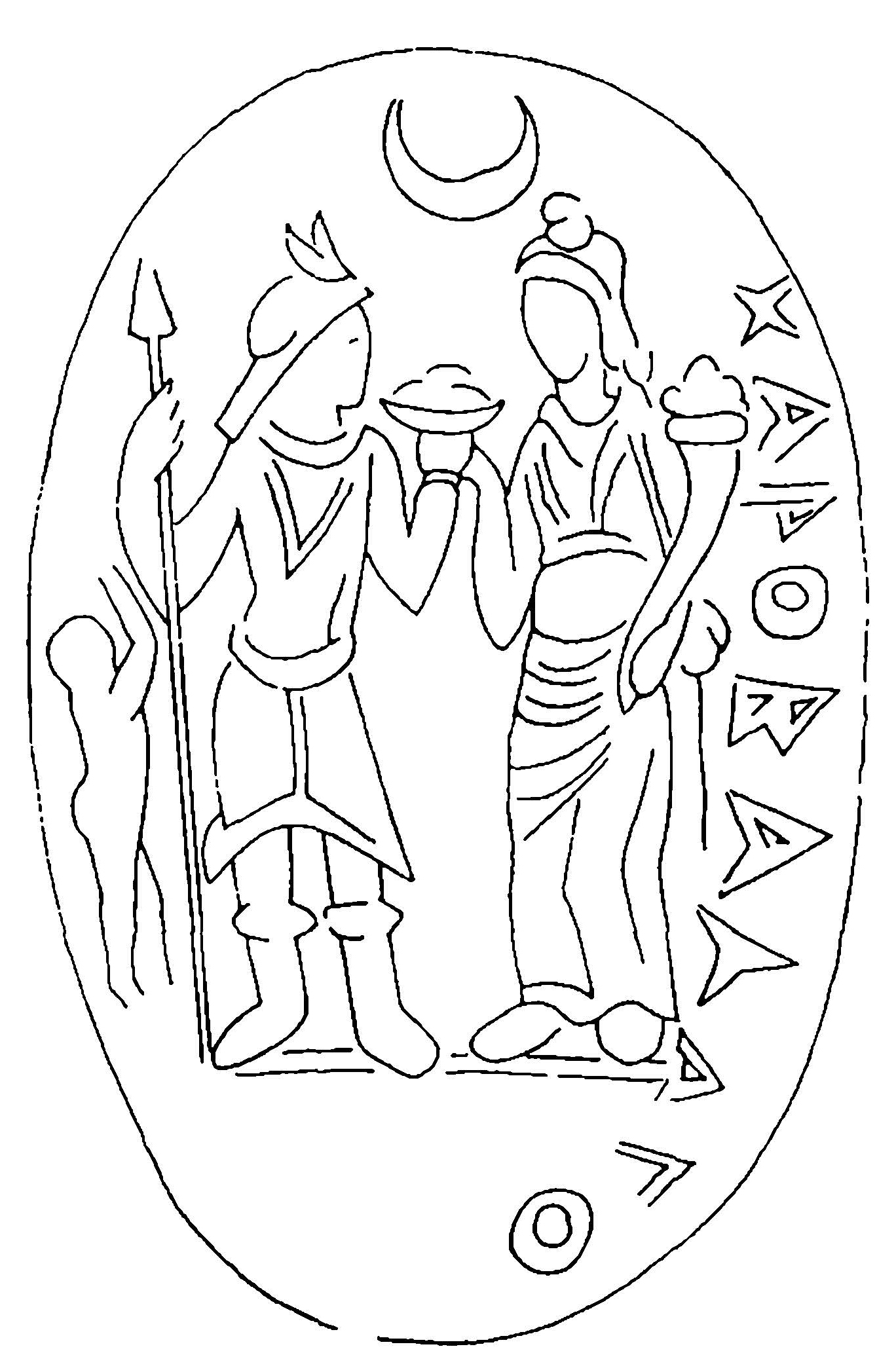
Личная печать махасатрапа из Махтуры по имени Харбалан (Харапаллан)? с изображением, предположительно, богини Ардохш и бога Фарро. Махасатрап – должность представителя высшей кушанской администрации в Индии времен Канишки. Печать датируется I-II вв. н.э.

Ардохш (Ардохшо, бактрийский ΑΡΔΟΧϷО (ardoxsho)) – богиня бактрийского, иранского  или ирано-среднеазиатского происхождения, олицетворяющая плодородие. В русскоязычной литературе имя богини «Ардохш» и «Ардохшо» упоминаются в равной степени.
Судя по довольно многочисленным скульптурным изображениям, найденным в кушанских владениях к югу от Гиндукуша, Ардохш часто выступала вместе с Фарро. Известно, предположительно, изображение богини Ардохш и бога Фарро на личной печати махасатрапа из Махтуры по имени Харбалан (Харапаллан). Махасатрап – должность представителя высшей кушанской администрации в Индии времен Канишки. Исходя из содержания рисунка, высказано предположение, что Ардохш и Фарро могут быть четой бактрийских божеств (мужем и женой).
Изображения Ардохш хорошо известны и по кушанским монетам, на одной стороне которых изображен правитель (царь), на другой – богиня Ардохш с рогом изобилия, который является её атрибутом. Возле фигуры богини имеется надпись на бактрийском «ΑΡΔΟΧϷО» (Ардохшо). Изображена в платьях эллинистического и накидках древневосточного типа.
В руках Ардохш часто венец или диадема, что может символизировать покровительство этой богини царю, изображенному на монете. Нередко венец и диадема появляются на голове самого божества или царя. Сравнивая римские монеты того же периода, когда бог или богиня даруют правителю свой венец, отдельные исследователи склонны видеть в Ардохш покровительницу государя, изображенного на обратной стороне монеты. По мнению исследователей, на кушанских монетах божества с венцом в правой руке держат при этом в левой скипетр или корнукопию (рог изобилия) - символы высшей власти и изобилия, которые они предназначают именно царю.

## Связь богини Ардохш с богинями иных культур
Образ Ардохш перекликается, обнаруживая сходство, с целым рядом богинь женского начала. В их числе древнеримская богиня удачи – Фортуна,  чей образ, в свою очередь, восходит к древнегреческой Тюхе.
Богиня Ардохш, входящая в «официальный кушанский пантеон», идентифицируется на монетах ряда правителей периода позднего Кушанского царства (II-III вв. н.э.) в числе которых Васудэва II, Канишка, Хувишка. Правители Кушанского царства отличались крайней веротерпимостью, поскольку на их монетах обнаружено более тридцати божеств различных религий. Ардохш могла быть воспринята и плавно перейти в мифологическую систему кушан после завоевания ими территории Индо-греческого царства и ассимилирования с местным населением, в традиции и культуре которого долгое время присутствовали фигуры божеств греческого пантеона с соответствующими атрибутами. Считается, что Ардохш и прочие боги «официального кушанского пантеона» могли быть изображены на монетах только в том случае, если существовали их культы.

Богиня Ардохш на монете кушанского царя Хувишки. Золотой динар. Диаметр 21 мм, вес 8 г. Чеканен во II в. н.э. Лицевая сторона: бюст царя в головном уборе и нимбом, в руках скипетр и копье. Оборотная сторона: богиня Ардохш стоит в полный рост и держит в руках рог изобилия. Слева от богини надпись на бактрийском «ΑΡΔΟΧϷО» («Ардохшо»). Справа – тамга царя Хувишки.

Богиня Лакшми на монете индийского императора Самудрагупты. Золотой динар. Вес 7,71 г. Чеканен между 330 и 380 гг. н.э. Лицевая сторона: царь сидит на диване с высокой спинкой и играет на музыкальном инструменте. Вокруг головы нимб. Оборотная сторона: богиня Лакшми сидит на стуле, держит рог изобилия и диадему.

Фигура Ардохш на кушанских монетах близка образу Ардвисуры Анахиты - богини воды и плодородия в иранской мифологии, упоминаемой в Авесте. Однако наиболее ярко образ Ардохш как богини плодородия перекликается с образом более конкретных греческих богинь, оставивших свой след в мифологии и культуре населения кушанского царства. Атрибуты Ардохш сводятся к общему для всех богинь плодородия набору. Рог изобилия – в их числе. Ардохш - женское божество, дарующее плодородие, общими символами которой стали атрибуты некогда более конкретизированных богинь, образы которых смешались с образом древнейшей Богини-матери.
Известны монеты Самудрагупты, индийского императора из династии Гуптов, правившего приблизительно с 330 по 380 годы. На них изображена Лакшми - богиня изобилия, процветания, богатства, удачи и счастья из индуистского пантеона. Изображения Лакшми сходны с изображением Ардохш. Считается, что изображение сидящей Лакшми на золотых монетах Самудрагупты, несомненно, восходит к кушанским изображениям Ардохш. Очевидны параллели между двумя этими богинями, а также тот факт, что Ардохш оказала влияние на монетный чекан послекушанского периода истории Северной Индии, когда на монетах повсеместно распространяется изображение богини, приносящей изобилие и удачу.